# Moyens nautiques et aériens des garde-côtes de la douane française
Les moyens nautiques et aériens des garde-côtes de la douane française sont l'ensemble des véhicules utilisés par la Garde-Côtes des douanes françaises pour effectuer son travail.
De nos jours, les navires garde-côtes arborent officiellement, sur leur coque les bandes nationales distinctives de l'Action de l'État en mer (AEM : missions de service public), en mâture, le guidon des douanes listé dans l'album des pavillons en vigueur.

## Organigramme
[Quand ?]

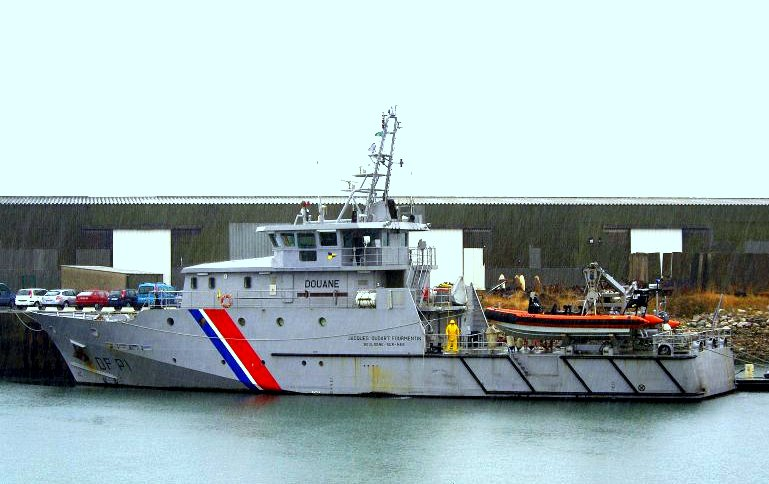
Jacques Oudart Fourmentin (DF P1)

Pour la métropole et la région Antilles-Guyane, il existe 3 directions régionales garde-côtes (DRGC), chacune avec un bureau aéronaval (BAN) chargé de l'organisation et de la conduite des opérations aéronavales douanières en coordination avec les préfectures maritimes.

## Équipement nautique
En 2020, trois nouvelles vedettes sont commandés auprès du constructeur Ocea pour des livraisons en 2021, avec comme port d'attache respectivement : Kourou, Saint-Martin et Dunkerque.

### Garde-côtes deNantes/Manche-Mer du Nord
Bureau aéronaval de Nantes avec : 
- 5 brigades garde-côtes

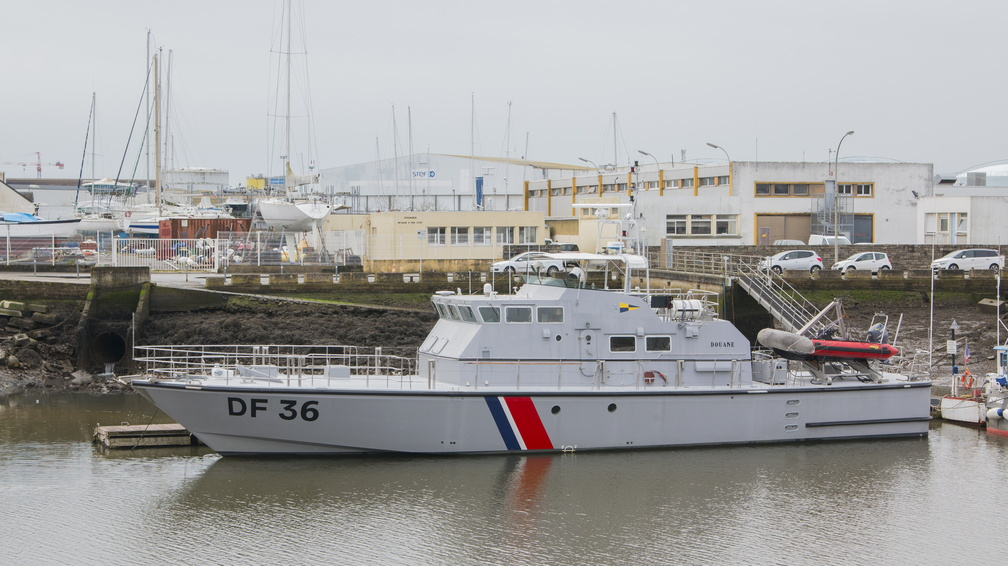
Le Kan An Avel au port de Lorient

- 1 brigade de surveillance aéro-maritime à la base d'aéronautique navale de Lann-Bihoué
- 1 brigade de surveillance aéro-maritime (BSAM) au Havre (3 hélicoptères biturbines EC135 FLIR Ultra Force II)

Patrouilleur garde-côtes :
- Le Jacques Oudart Fourmentin (DF P1), port d'attache : Boulogne, doté de 2 annexes dont un Hurricane H920-10 de 10 m propulsé par 2 moteurs IN-bord D4-225 VOLVO PENTA de 230 ch pour l'interception des go fast.
- Le Kermorvan (DF P2) , port d'attache : Brest, doté de 2 annexes dont un Hurricane H920-10 de 10 m propulsé par 2 moteurs IN-board de 250 ch pour interception GOFAST.

Vedettes garde-côtes :
- DF46 Avel Sterenn, port d'attache : Saint-Malo
- DF36 Kan An Avel, port d'attache : Lorient
- DF32 Seudre, port d'attache : La Rochelle
- DF37 Nordet, port d'attache : Dunkerque.
- DF27 Vent d'Amont , port d'attache : Cherbourg

Vedettes de surveillance rapprochée :
- DF65 Courance, port d'attache : Saint-Nazaire
- DF62 Le Pléville le Pelley, port d'attache : Granville
- DF68 Errobi, port d'attache : Hendaye

Groupe école de l'E.N.D.L.R. :
- DF1 Aunis II, port d'attache : La Rochelle
- DF101 Saintonge, port d'attache : La Rochelle
- DF43 Haize Hegoa, port d'attache : La Rochelle

Vedettes de transport de personnel ("vedettes Bercy") :
- DFM1 Bercy
- DFM2 Concorde

### Garde-côtes deMéditerranée

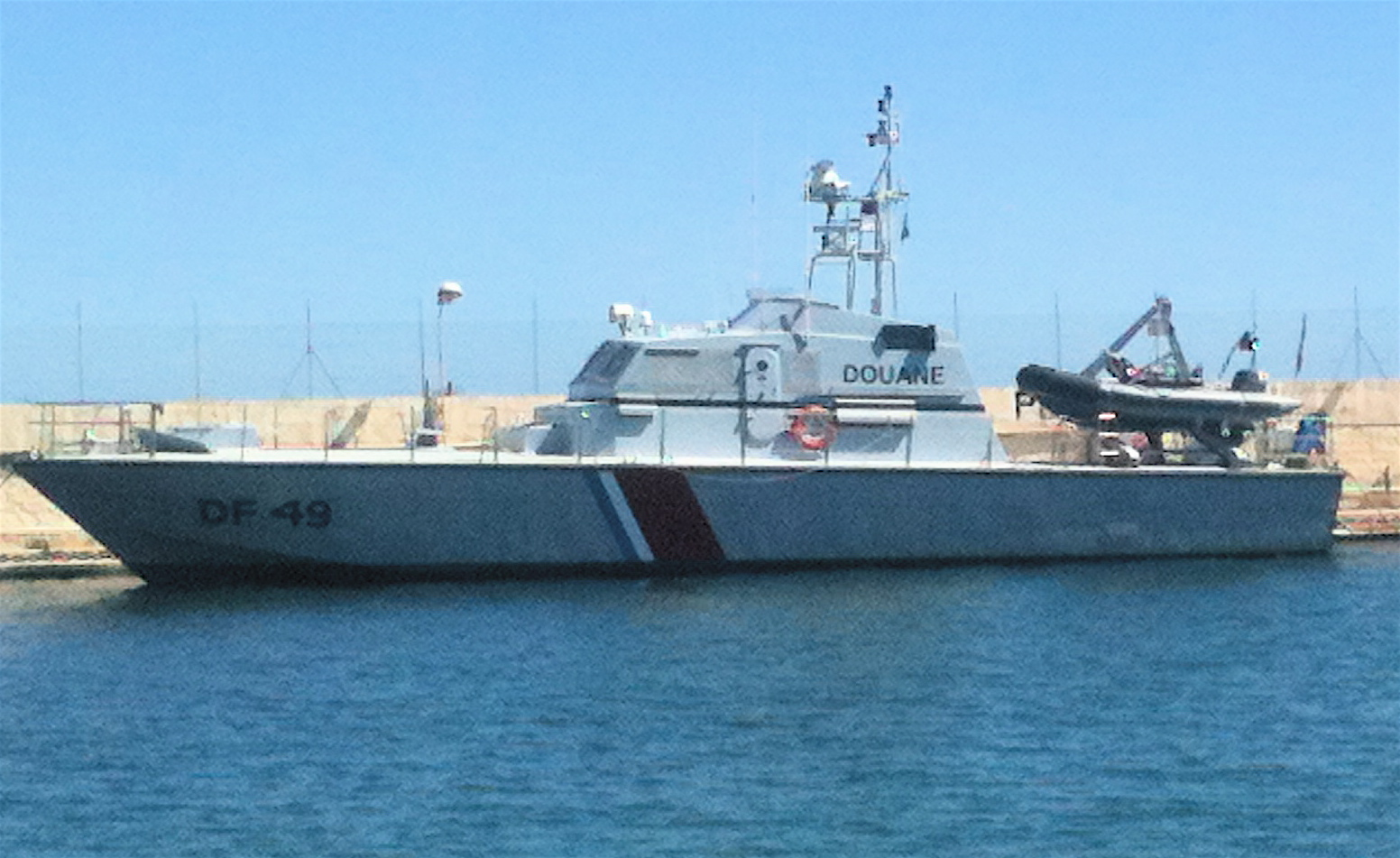
Vedette des douanes DF 49 Orsuro.

Bureau aéronaval de Marseille avec : 
- 8 brigades garde-côtes
- 1 brigade de surveillance aéro-maritime à la base d'aviation d'Hyères 2 hélicoptères biturbines EC135 FLIR Ultra Force II).

Patrouilleur garde-côtes :
- Jean-François Deniau (DF P3), port d'attache : La Seyne-sur-Mer[3]. Avec ses 53 mètres de long il est le plus grand patrouilleur de la Douane française.

Vedettes garde-côtes :
- DF30 Marinada, port d'attache : Port-Vendres
- DF28 Mistral, port d'attache : Marseille
- DF33 Levante, port d'attache : Nice
- DF25 Libecciu, port d'attache : Bastia
- DF47 Muntese, port d'attache : Ajaccio
- DF26 Cers, port d'attache : Sète

Vedettes de surveillance rapprochée :
- DF67 Gregau, port d'attache :  La Grande-Motte
- DF61 Touloubre, port d'attache : Port-de-Bouc
- DF63 Arenc, port d'attache :  Bandol
- DF64 Preconil, port d'attache :  Sainte-Maxime
- DF66 Olbia, port d'attache : Les salins d'Hyères

### Garde-côtes des Antilles-Guyane

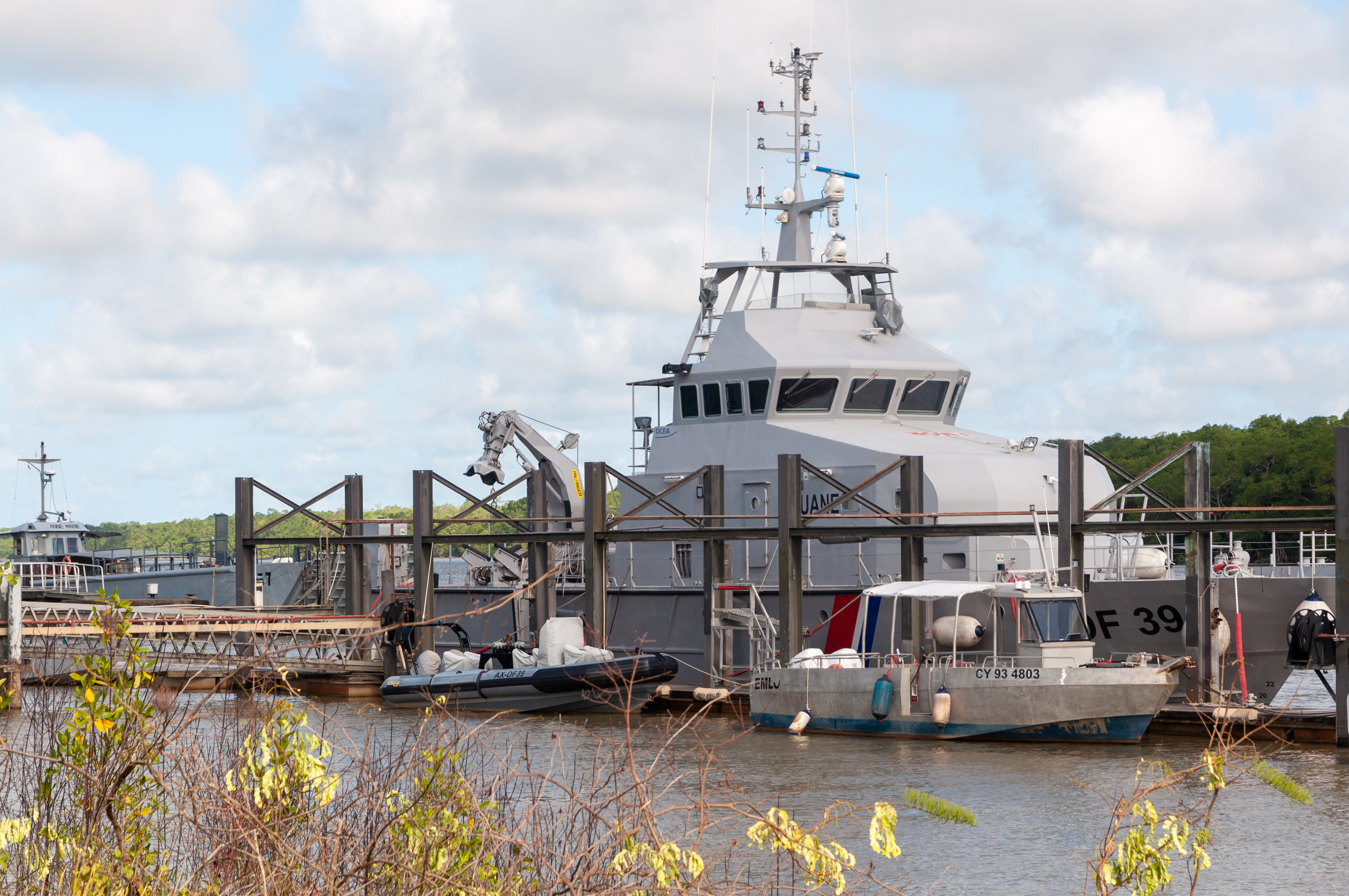
DF 39 Alizé à Kourou.

Bureau aéronaval de Fort-de-France avec 
- 4 brigades garde-côtes
- 1 brigade de surveillance aéro-maritime au Lamentin en Martinique

Vedettes garde-côtes :
- DF34 Kaladja, port d'attache : Pointe-à-Pitre en service
- DF35 Sokan, port d'attache : Fort-de-France en service
- DF38 Sualouiga, port d’attache : Marigot en service depuis fin 2021, remplace la DF24 Sua Louiga[4]
- DF39 Alizé, port d'attache : Kourou. en service

Vedettes de surveillance rapprochée de Martinique :
- DF291 Tarpon, port d'attache : Le Marin
- DF292 Macouba, port d'attache : Fort-de-France

Vedettes de surveillance rapprochée de Guadeloupe:
- DF294 Ptherois , port d'attache : Basse-Terre
- DF293 Lapwent, port d'attache : Pointe-à-Pitre

### Direction régionale des douanes dePolynésie française
Une brigade de surveillance maritime
Patrouilleur garde-côtes :
- DF48 Arafenua[5], port d'attache : Papeete. Échoué le 31 mai 2014 sur le récif de l'atoll de Tikei, à 582 km au nord-est de Tahiti, a été déclaré irrécupérable.

## Équipement aérien
Au mois de décembre 2024, le parc aérien comprend treize aéronefs (7 avions et 6 hélicoptères).
Elle possède donc :
- un Airbus Helicopters H160[6] ;
- cinq Eurocopter EC135 équipés d'une système FLIR Ultra Force II (Forward Looking Infra Red)[7] ;
- sept Beechcraft B300 King Air 350 et 350ER[8].

La maintenance de ces aéronefs est réalisée à la BCMA (Base centrale de maintenance avion), située sur l'aéroport de Bordeaux-Mérignac ou à la BCMH (Base centrale de maintenance hélicoptère), située à Hyères pour les entretiens importants. Pour les entretiens mineurs, la maintenance se fait aux échelons techniques des douanes (Hyères, Le Havre, Lann-Bihoue, Le Bourget, Le Lamentin).
Le maintien de navigabilité est quant à lui réalisé par l'OGMN (Organisme de Gestion du Maintien de Navigabilité).
L'autorité compétente pour la surveillance de ces aéronefs est la DSAé (Direction de la Sécurité Aéronautique d'État).